# Nossa Senhora da Caridade do Cobre
Nossa Senhora da Caridade do Cobre, popularmente chamada de Nossa Senhora da Caridade, é a padroeira de Cuba. Ela é particularmente invocada entre católicos cubanos. Sua festa litúrgica é celebrada em 8 de setembro, desde 1916, quando o Papa Bento XV consagrou a Basílica.
A Sagrada imagem da Virgem da Caridade do Cobre, sempre ocupou o coração do povo cubano, a ponto de ser proclamada padroeira ilha no ano de 1916.
Até os dias de hoje persiste o debate sobre a origem da imagem. O que se sabe é que naquela época em que foi encontrada a imagem, não havia, no Caribe, alguém que tivesse a capacidade de esculpir com tanta categoria e beleza.

## História

### Aparição
Nas magníficas histórias da colonização da ilhas do Caribe e de Cuba, encontramos uma do ano de 1509, que nos diz que um certo soldado espanhol, estando muito doente foi levado para a região da macaca para ser tratado pelos curandeiros da tribo indígena. Durante sua longa recuperação, o soldado aprendeu a língua dos nativos e em troca lhes ensinou o evangelho.
Os nativos se sentiram estimulados pelo testemunho do soldado, e ergueram uma pequena capela, e lá colocaram o crucifixo e a pequena imagem da Virgem Maria, que o soldado lhes dera. Ao redor da capela nasceu a vila, hoje El Cobre.
A Vila do Cobre encontra-se a 18 Km de Santiago de Cuba, e ao sul dessa região encontra-se o Santuário Basílica de Nossa Senhora da Caridade do Cobre.
Conta-nos, também a tradição que em uma manhã do ano de 1612, os dois irmãos índios, Juan Rodrigo e Juan Diego Hoyos e o negro Juan Moreno, depois de terem passado 3 dias e 3 noites em alto mar enfrentando terrível tempestade, e depois também, de terem clamado o auxílio do alto, veem despertar um novo dia, com um sol esplendoroso e um mar sereno.
Decidem partir, e lá se vão os três em busca do sal que se encontra bem distante do golfo. Já com certa distância avistaram um feixe de ramos secos flutuando; Ó grata surpresa! Um dos irmãos exclama que se trata de uma estátua da Virgem Maria com o menino Jesus nos Braços.
Cheios de emoção e alegria aproximam-se do achado e ao apanhá-la percebem que, apesar de estar flutuando, o seu manto, que era de tecido não estava molhado, e no pedestal da imagem estava escrito: "EU SOU A VIRGEM DA CARIDADE".
A emoção foi tão grande, que recolheram tão somente um terço do sal que precisavam e partiram para Barajagua.

### A Estátua
A pequena imagem, de 15 polegadas de altura (mais ou menos 40 cm), tem o rosto redondo e sustenta em seu braço esquerdo o menino Jesus, que trás em suas mãos o globo.
Em poucos dias foi construída em pequena ermida, e também em muito pouco tempo centenas de pessoas, diariamente visitavam a Virgem da Caridade do Cobre.

### O Santuário
O atual santuário foi construído em 1703, no exato lugar indicado pela virgem, por revelação. Na sala do milagres encontra-se a tábua em que a imagem foi achada flutuando, a medalha do prêmio Nobel de 1954, Hemingway e também há um ex-voto da Sra. Lina Ruz, mãe de Fidel Castro.
No ano de 1899 o santuário foi profanado, além de saquearem todos os objetos de valor, cortaram a cabeça da Virgem para retirar um diamante.
A Virgem da Caridade do Cobre foi declarada oficialmente Padroeira de Cuba no ano de 1916, pelo papa Bento XV e sua festa, datada em 08 de setembro.

### Proibição dos Cultos e Procissões
No ano de 1960, o regime comunista proibiu as procissões e manifestações públicas de fé, o que fez aumentar sempre mais a fé e devoção do povo cubano. Contrariando Fidel Castro, o papa Paulo VI elevou o santuário à categoria de basílica.
Foi graças à intervenção do papa São João Paulo II, durante sua visita apostólica a Cuba, que foi revogada a antiga proibição dos cultos públicos e procissões em todo o país.
A imagem peregrina passará por todos os campos, povoados, cidades e vilas da ilha de Cuba, convocando o seu povo à unidade e ao amor. Este mesmo trajeto foi feito entre os anos de 1951-1952 para celebrar os 50 anos da independência de Cuba.

### Protestos do Dia 11 de Julho
No dia 11 de julho de 2021, em manifestações inéditas contra o regime cubano, um padre do município de Bejucal declarou: "Com a bênção da Nossa Senhora da Caridade do Cobre, o povo de Bejucal se manifesta nas ruas".

## Oração a Virgem da Caridade
Peçamos a Virgem da Caridade que proteja seus filhos cubanos e que a Liberdade possa acontecer em sua plenitude; cívica, moral, intelectual, de expressão e religiosa. "Pois um país que perde a devoção a sua padroeira entra em agonia".
Nossa Senhora da Caridade, rogai por nós!